# Zygomyia ignobilis
Zygomyia ignobilis är en tvåvingeart som beskrevs av Friedrich Hermann Loew 1870. Zygomyia ignobilis ingår i släktet Zygomyia och familjen svampmyggor. Inga underarter finns listade i Catalogue of Life.